# Сантиссими-Номе-ди-Мария-аль-Форо-Трайано (титулярная диакония)
Титулярная диакония Сантиссими-Номе-ди-Мария-аль-Форо-Трайано (лат. Diaconia Sanctissimi Nominis Mariae ad forum Traiani) — титулярная церковь была создана Папой Павлом VI в 1969 году. Титулярная диакония принадлежит барочной церкви Пресвятого Имени Марии на Форуме Траяна, расположенной недалеко от Форума Траяна, в районе Рима Треви.

## Список кардиналов-дьяконов и кардиналов-священников титулярной диаконии Сантиссими-Номе-ди-Мария-аль-Форо-Трайано
- Серджо Гуэрри — (28 апреля 1969 — 30 июня 1979), титулярная диакония pro illa vice (30 июня 1979 — 15 марта 1992, до смерти);
  - вакантно (1992—1998);
- Дарио Кастрильон Ойос — (21 февраля 1998 — 1 марта 2008), титулярная диакония pro illa vice (1 марта 2008 — 17 мая 2018, до смерти);
  - вакансия (2018—2020);
- Мауро Гамбетти — (28 ноября 2020 — по настоящее время).